# Stan și Bran studenți la Oxford
Stan și Bran studenți la Oxford (în engleză A Chump at Oxford), regizat în 1939 de Alfred J. Goulding și lansat în 1940 de compania United Artists, a fost penultimul film cu Stan și Bran realizat de studiourile Hal Roach. Lansată inițial ca un mediumetraj cu o durată de patruzeci de minute, el a fost ușor reeditat și i-au fost adăugate ulterior alte douăzeci de minute de filmare, în mare parte fără legătură cu intriga principală, pentru distribuția europeană și, în cele din urmă, pentru distribuția americană. O versiune lansată ulterior a fost din nou reeditată, sărind de la intrarea lui Stan și Ollie în agenția de ocupare a forței de muncă până în momentul în care cei doi măturau străzile. O versiune de 20 de minute creată pentru distribuirea la televiziune este intitulată Alter Ego. Versiunea mai lungă este cea mai des văzută astăzi. Titlul original al filmului face aluzie la filmul A Yank at Oxford (1938), care este parodia parțial.

## Distribuție
- Stan Laurel — Stan / lordul Paddington[4]
- Oliver Hardy — Ollie[4]
- Forrester Harvey⁠(d) — Meredith[4]
- Wilfred Lucas⁠(d) — decanul Williams[4]
- Forbes Murray — bancherul[4]
- Frank Baker⁠(d) — servitorul decanului[4]
- Eddie Borden — studentul fantomă[5]
- Gerald Rogers — studentul Johnson[5]
- Charlie Hall⁠(d) (menționat Charles Hall) — student[4]
- Victor Kendall⁠(d) — student[5]
- Gerald Fielding⁠(d) — student[4]
- Peter Cushing — student[6]

Nemenționați
- Evelyn Barlow
- Louise Bates
- Harry Bernard⁠(d) — polițist
- Stanley Blystone⁠(d) — polițist
- Tom Costello
- Richard Cramer⁠(d)
- Jean De Briac⁠(d) — Pierre
- Marjorie Deanne⁠(d) — invitată la petrecere
- Herbert Evans⁠(d) — prof. Crampton
- James Finlayson — dl „Baldy” Vanderveer[6]
- Anita Garvin⁠(d) — dna Vanderveer[5]
- Mildred Gaye
- Mack Germaine
- Alec Harford — taximetristul
- Jack Heasley — Hodges
- Jewel Jordan
- Robert Kent⁠(d)
- Rex Lease⁠(d) — hoțul
- Ethelreda Leopold⁠(d) — secretara directorului băncii
- Lois Lindsay
- Sam Lufkin⁠(d) — șoferul autospecialei cu apă
- George Magrill⁠(d) — șoferul mașinii de remorcare
- Stan Mckay
- James Millican⁠(d) — șofer
- Edmund Mortimer⁠(d) — invitat la petrecere
- Doris Morton
- Edgar Norton⁠(d) — prof. Witherspoon
- William O'Brien — bărbatul de la Biroul Forțelor de Muncă
- Vivien Oakland⁠(d) — recepționerul
- Jack Richardson⁠(d)
- Ronald R. Rondell — invitat la petrecere
- Elmer Serrano
- Al Thompson⁠(d)
- Bobby Tracy

## Producție
Scenele de la petrecere sunt cele omise din versiunea originală americană și sunt un remake parțial al filmului mut From Soup to Nuts (1928), cu Stan și Bran. Ea se termină în același mod ca și filmul lor Slipping Wives (1927).
În scenele în care-l interpretează pe lordul Paddington, Stan Laurel folosește un accent de pronunție tipic clasei superioare, aceasta fiind singura dată când el a folosit într-un film o voce diferită de cea a personajului „Stan”.